# Juan Arango
Artikeln följer den spanska namnseden; faderns efternamn är Arango och moderns efternamn Sáenz.
Juan Fernando Arango Sáenz, född 16 maj 1980, är en venezuelansk före detta fotbollsspelare (offensiv mittfältare).
Han har spelat över 100 landskamper för Venezuelas landslag.